# Ћин Ер Ши
Други кинески цар или Ћин Ар-ш’ (кин: 秦二世 (Qín Èrshì); 230. п. н. е. - 207. п. н. е.) је владао Кином (209 - 207).

## Порекло и долазак на престо
Јинг Ху-хаи (кин: 嬴胡亥 (Yíng Húhài)), је био син Првог кинеског цара (кин: 秦始皇 (Qín Shǐhuáng); владао 246. п. н. е. - 210. п. н. е.) из динанстије Ђин кин: 秦朝 (Qín cháo) (221. п. н. е.- 206. п. н. е.). Иако је био само осамнаести син Првог цара, Ху-хаи је постао цар уз велику помоћ водећег евнуха и саветника Џао Гаоа (кин: 趙高). Његов старији брат принц Фу Су (кин: 扶蘇) је одавно био номинован за наследника, али Принц Ху-хаи је био вољени син цара и учествовао је у очевој задњој инспекцији 209. г. п. н. е. Када први цар умро, Џао Гао и Ли Си су написали тестаментни едикт именовавши Ху-хаиа као наследника, док је принцу Фу Суу наређено да изврши самоубиство. Фу Су је био познат као веома уљудсна особа и да је био против сахрањивања живих конфучијанаца, која је наредио његов отац. За овај подухват му је било наређено да посети граничне трупе првог генерала Менг Тијена (кин: 蒙恬) на северу. Када је лажни едикт стигао до принца Фу Суа, а такође и до Менг Тијена, овај је покушао убеди принца да сачека и види, дали је тај едикт истинит, али Фу Су је одлучио да послуша ту наредбу и убио се 210. п. н. е.

## Владавина
Џао Гао и Ли Си су тако успели, а младом Ху-хаиу је сва власт зависила од та два министра и сада су имали довољну моћ да убијају своје непријатеље. Ху-хаи је узео име Ћин Ар-ш’ или Други кинески цар и такође обишао империју као што је и његов отац урадио, изменио камене звезде и натписе његовог оца на камену, тако је урадио у Цешиу и у Шаосингу. Он је такође наставио изградњу велике Епанг палате кин: 阿房宮 и са изградњом путева широм царства. За ове радове је требало запошљавање радника и кулук широм царства. Ово је појачало општу мржњу према оптерећењу становништва и мржњу према самој династији Ђин и погоршало економску ситуацију, много сељака нису били више уопште у могућности да раде своје њиве, али су морали да раде у престоници. Када је избио први устанак, на предлог генерала Џанг Хана (кин: 章邯), настао је и кулук над радницима на гробу првог цара и почела се окупљати војска, да би се угушио устанак. Ли Си је, пак, предложио да се успоре радови на Епанг палати, пошто су радници били исцрпљени, али га Други цар није послушао. То је искористио Џао Гао и оклеветао је Ли Сија и предложио да га цар погуби због издаје. Тек када су се побуњеници приближили Гуанџонгу (кин: 關中), Други цар је почео да сумња у искреност Џао Гаоа. Ипак је Џао Гао био добро припремљен. Он је ускоро киднаповао цара и приморао га да се убије.

## Последице
После тога је евнух устоличен за цара познатог као Јинг Ц’-јинг (кин: 嬴子婴 (Yíng Zǐyīng); † 206.), који је био или нећак или неки други рођак Другог цара или млађи брат Првог цара. Он је жестоко критиковао Другог цара због свог слепог поверења у Џао Гаоа и његових бруталних убистава надлежних службеника, као нп. родбине генерала Менг Тијена. Током свог ступања на престо, 207. године п. н. е. одрекао се титуле цара и примио је скромну титулу краља Кине. Јинг Ц’-јингу су неки евнуси били слепо одани, као Хан Тан (кин: 韓談), тако да му је успело да убије Џао Гаоа. Он је био само краљ само 46 дана, када је војска Лиу Банга (кин: 刘邦 (Liú Bāng)) освојила престолницу Сјанјанг кин: 咸陽 (данашњи Шенси). Јинг Ц’-јинг је отишао у сусрет Лиу Бангу и предао му државне печате. Када краљ побуњеника Веи Ју (кин: 項羽) стигао, Јинг Ц’-јинг је убијен од стране Лиу Банга.